# Искусство Бутана
Искусство Бутана схоже с тибетским искусством. Оба базируются на тибетском буддизме, с его пантеоном различных божественных существ.
Главные направления буддизма в Бутане – это Друкпа Кагью и Ньингма. Первое является ветвью школы Кагью и известно картинами, запечатлевшими поколения буддийских учителей и 70-ти Дже Кхенпо. Направление Ньингма известно изображениями Падмасамбхавы, который связывается с введением буддизма в Бутане в VII веке. Согласно легенде Падмасамбхава спрятал священные сокровища, чтобы будущие мастера буддизма нашли их. Искатели сокровищ (тертоны) часто встречаются в качестве героев искусства Ньингмы.
Каждому божественному существу отведены особые формы, цвета, а также предметы, служащие в качестве опознавательных знаков этих существ: лотос, раковина, молния, чаша для милостыни. Все эти священные изображения сделаны согласно строгим канонам, остававшимися неизменными целые столетия.
Искусство Бутана особенно богато на бронзовые изделия разных видов, которые известны под общим названием Кам-со («сделанные в Каме»),  даже если они созданы в самом Бутане, потому что техника их изготовления изначально привнесена сюда из восточной части Тибета под названием Кам. Настенная живопись и скульптура в этом регионе отражают главные и нестареющие принципы данных видов буддийского искусства. Хотя их внимание к деталям идёт от тибетских образцов, истоки их могут быть определены без сомнения, несмотря на богато вышитые одеяния и яркие украшения, которыми щедро покрыты эти фигуры. В причудливом мире демонов художники, вероятно, имели больше свободы в действиях, нежели при создании изображений божественных существ.

## Традиционные ремёсла Бутана
В Бутане традиционные ремёсла известны как цориг чусум (англ. zorig chusum). Эти практики развивались постепенно через столетия, часто передаваясь из рода в род, пока не становились особыми ремёслами. В этих традиционных ремёслах заключены знания и навыки, накопленные за время развития.
Великий тертон 15 века Пема Лингпа традиционно связывается с зарождением искусств в Бутане. В 1680 году Шабдрунг Нгаванг Намгьял основал школу по обучению 13 традиционным искусствам. Хотя ремёсла возникли намного ранее, но по легенде цориг чусум были впервые официально упорядочены во время правления Гьялце Тензин Рабджи (1680—1694). В число этих 13 традиционных ремёсел входят:

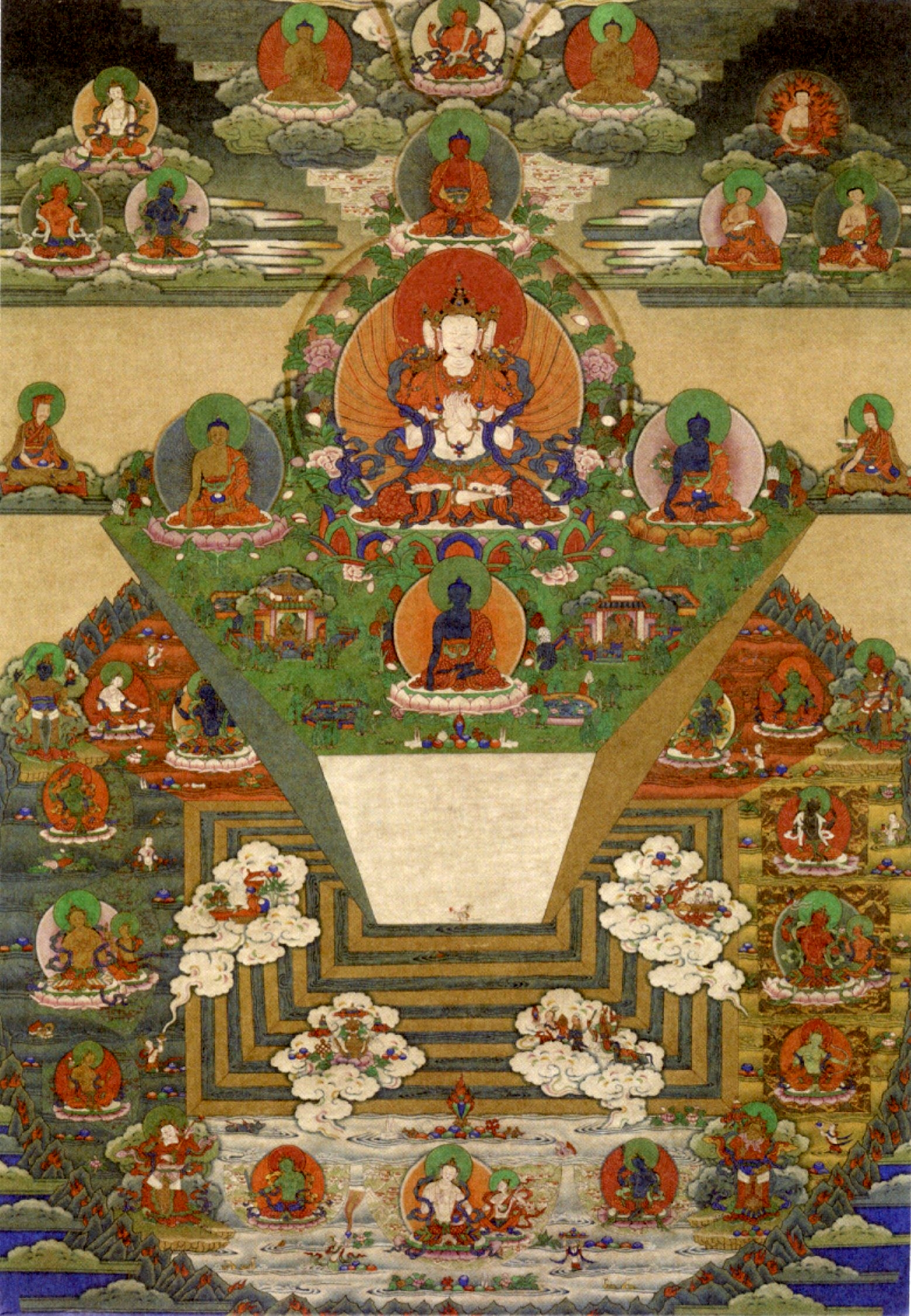
Танка c изображением горы Меру и вселенной согласно буддийской космологии. Тронгса-дзонг, Бутан

- Децо — изготовление бумаги. Бумагу делали из волчеягодника и выделений квисквалиса индийского.
- Доцо — работы с камнем. Они использовались при создании внешних стен дзонгов, гомпа, ступ и некоторых других зданий.
- Гарцо — кузнечное дело. Изготовлялись предметы из железа, такие как сельскохозяйственные орудия, ножи, мечи и различная утварь.
- Джинцо — гончарство. Выпускались религиозные статуи и ритуальные предметы, керамика, мастера участвовали в сооружении зданий.
- Лхацо — живопись. Создавалось всё — от танка, настенной живописи и статуй до украшений на мебели и оконных рамах.
- Лугцо — отливка бронзовых изделий. Производились статуи, колокольчики, ритуальные инструменты, ювелирные изделия и предметы домашнего обихода.
- Парцо — резьба по дереву, камню и сланцу. Изготовлялись печатающие механизмы для религиозных текстов, маски, мебель, алтари и сланцевые изображения, украшавшие многие источники и алтари.
- Шагцо — точение по дереву. Производились различные чаши, блюда, кубки и другие ёмкости.
- Шингцо — плотничество. Применялось при строительстве дзонгов и гомпа.
- Тагцо — ткачество. Ткалась одна из самых сложных для исполнения тканей в Азии.
- Троцо — ремесло ювелиров. Из золота, серебра и меди делали ювелирные изделия, ритуальные принадлежности и предметы домашнего обихода.
- Тшацо — работы с бамбуком и тростником. Производились такие разные вещи как стрелы, луки, корзины, утварь, музыкальные инструменты, изгороди и циновки.
- Тшемацо — рукоделие. При помощи иголки и ниток создавалась одежда и обувь, а также наиболее сложные из танка.

## Характеристики бутанского искусства
Многие предметы для повседневного использования производятся в Бутане так же, как и сотни лет назад. Традиционные ремёсла передаются от поколения к поколению. Бутанские ремесленники являются опытными мастерами в обращении с самыми разными материалами: деревом, камнем, металлом, глиной и другими. Так, из дерева делают разные чаши и блюда, некоторые из которых покрываются серебром. Элегантные и прочные плетёные из бамбука корзины, циновки, шляпы и колчаны находят как практическое, так и чисто декоративное применение. Бумага делается ручным способом из коры дерева так, как её производили века назад.
Каждый регион имеет свою специализацию: шёлк-сырец идёт из восточного Бутана, парча из Лхунце, шерстяные изделия из Бумтанга, бамбуковые изделия от кхенгов, деревянные из Трашиянгце, золотые и серебряные из Тхимпху, продукция из шерсти яков — с севера или с Чёрных Гор.